# Danjon-Skala
Die Danjon-Skala ist eine fünfstufige Skala zur Klassifizierung der Färbung und Helligkeit von Mondfinsternissen, die neben den geometrischen Eigenschaften der Finsternis auch von den aktuellen Bedingungen in der Erdatmosphäre abhängen. Der Skala liegen keine physikalischen Messwerte zugrunde, sondern der entsprechende Wert wird vom Beobachter abgeschätzt. Sie wurde von André-Louis Danjon vorgeschlagen und ist heute nach ihm benannt. Der Wert der Dajon-Skala wird mit dem Buchstaben L bezeichnet.

## Die Skala
Die Skala ist wie folgt definiert:
| Wert (L) | Beschreibung |
| -------- | --- |
| 0        | Sehr dunkle Finsternis. Mond fast unsichtbar, speziell zur Mitte der Totalität.                                    |
| 1        | Dunkle Finsternis, grau bis bräunlich in den Farben. Details nur mit Schwierigkeiten erkennbar.                    |
| 2        | Dunkelrote oder rostfarbene Finsternis. Sehr dunkler Zentralschatten, während es nach außen hin relativ hell wird. |
| 3        | Ziegelrote Finsternis. Äußerer Schatten hat normalerweise einen hellen oder gelblichen Rand.                       |
| 4        | Sehr helle kupferrote oder orange Finsternis. Äußerer Schatten hat einen bläulichen, sehr hellen Rand.             |

## Bestimmung des Wertes
Die Bestimmung der Wertes von L erfolgt am besten zur Mitte der Finsternis mit dem bloßen Auge. Der ermittelte Wert ist subjektiv und verschiedene Beobachter können zu unterschiedlichen Ergebnissen kommen. Außerdem kann die Helligkeit verschiedener Bereiche variieren und unterschiedlichen Werten von L entsprechen, da die Helligkeit abhängig vom Abstand von der Schattenachse ist.

## Faktoren, die den Wert von L beeinflussen
Viele Faktoren können die Erscheinung des Mondes während einer Finsternis beeinflussen. Wichtig ist, wie zentral der Erdschatten den Mond trifft. Aber auch die aktuellen Bedingungen in der Erdatmosphäre sind von Bedeutung. An Stellen, an denen kein direktes Sonnenlicht die Mondoberfläche erreicht, kommt einiges Licht, das in der Erdatmosphäre gebrochen wird, bis zum Mond und verleiht ihm einen rötlichen Schimmer.
Die Menge an Licht, die durch die Brechung zum Mond gelangt, beeinflusst die Helligkeit während der totalen Verfinsterung. Diese hängt von verschiedenen Faktoren ab. Vulkanische Eruptionen sind einer der einflussreichsten Effekte. Wenn dabei große Mengen an Asche in die Erdatmosphäre abgeben werden, haben sie für einige Jahre sehr dunkelrote Finsternisse zur Folge, wie beispielsweise beim Ausbruch des philippinischen Vulkans Pinatubo im Jahr 1991. Die folgende totale Mondfinsternis im Dezember 1992 war äußerst dunkel und wurde mit Werten zwischen 0 und 1 auf der Danjon-Skala bewertet. Bei der Eruption des Pinatubo waren große Mengen an Staub bis in die Stratosphäre gelangt, was auch weltweit eindrucksvolle Dämmerungsphänomene verursachte.